# Hermann von Sachsenheim (Landhofmeister)

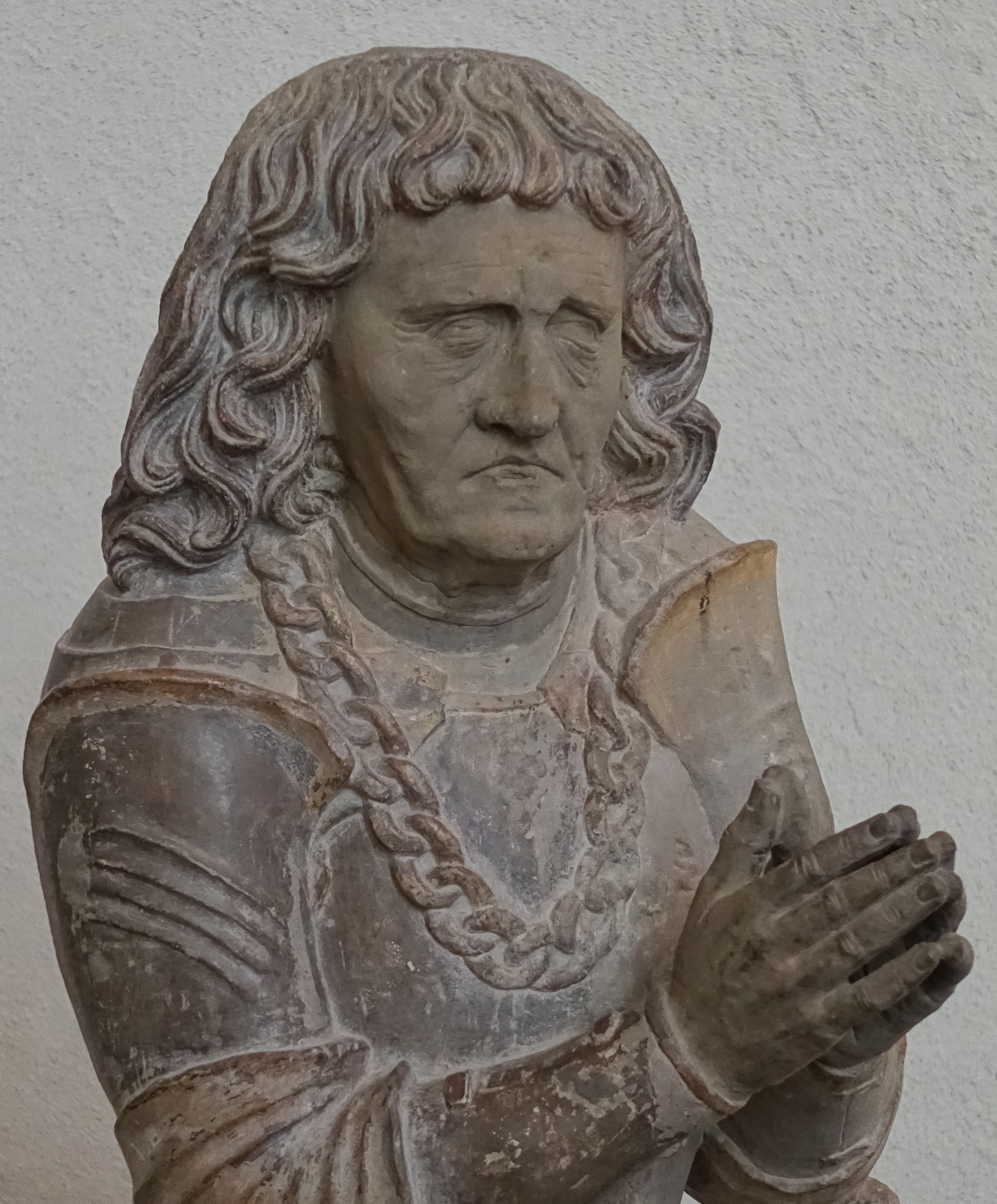
Hermann von Sachsenheim, 1501.

Hermann von Sachsenheim (* um 1428/1430; † 15. November 1508) war ein deutscher Politiker aus dem Rittergeschlecht der Sachsenheimer und Sohn des gleichnamigen Minnesängers. Als Landhofmeister und Diplomat stand er im Dienst der württembergischen Herrscher. Die Stadt Sachsenheim verdankt ihm die Verleihung des Stadtrechts 1495 durch den späteren Kaiser Maximilian I.

## Leben

### Herkunft
Hermann von Sachsenheim wurde zwischen 1428 und 1430 geboren als Sohn des Minnedichters Hermann von Sachsenheim und seiner ersten Frau Agnes Mönch. Sein Vater entstammte einem alten Rittergeschlecht aus Sachsenheim, war Rat der württembergischen Grafen und wandte sich im hohen Alter der Minnesangdichtung zu. → Familie.

### Ausbildung
Hermann von Sachsenheim begann im Wintersemester 1446/1447 ein Studium an der Universität Heidelberg. Wahrscheinlich beendete er das Studium wie sein Bruder Jörg von Sachsenheim als Baccalaureus Artium. Falls er sich wie dieser mit 18 Jahren immatrikulierte, wäre er 1428 geboren worden. War er jünger, aber mindestens 16 Jahre alt, wäre er spätestens 1429 oder 1430 geboren worden. In jedem Fall wäre er ein Sohn von Agnes Mönch, der ersten Frau des Minnedichters, die 1431 starb.

### Politik und Diplomatie
Um 1462 begann Hermann seine politische Karriere. Er bekleidete hohe Ämter in Württemberg und war oft als Gesandter unterwegs, zuerst in den 1460er Jahren unter Graf Ulrich dem Vielgeliebten. Von 1466 bis 1471 hatte er zum ersten Mal das Amt eines Landhofmeisters inne. „Der Landhofmeister war der erste Beamte, der zunächst für staatliche, nicht für Geschäfte des Hofhalts aufgestellt war. Ihm wurden solche Geschäfte aus dem ganzen Lande übertragen; ihm lag vor allem die Aufsicht über die Amtleute ob. Er war oberste Instanz für alle Finanzsachen.“
1468 begleitete er Graf Eberhard im Bart auf einer Pilgerfahrt nach Jerusalem, wo er und die übrigen adligen Begleiter in der Grabeskirche zum Ritter vom Heiligen Grab geschlagen wurden. in den 1470er Jahren stand Hermann im Dienst von Mechthild von der Pfalz, verwitwete Gräfin von Württemberg und Mutter von Graf Eberhard im Bart, die in Rottenburg am Neckar ihren Sitz hatte. Daneben war Hermann Landvogt in Horb und in Rottenburg. 1474 war er im Gefolge von Graf Eberhard im Bart, als dieser nach Mantua reiste, um sich dort mit Markgräfin Barbara Gonzaga zu verheiraten.
1481 wurde Hermann für 15 Jahre zum Landhofmeister des Stuttgarter Teils von Württemberg bestellt. Im Münsinger Vertrag 1482, an dessen Abschluss er zusammen mit Ludwig Vergenhans beteiligt war, wurden der Uracher und der Stuttgarter Teil von Württemberg wieder vereinigt. Eberhard im Bart, bisher Graf in Urach, übernahm die Regierung in Stuttgart und sein bisheriger Landhofmeister trat an Hermanns Stelle. Hermann diente nun dem Grafen als Rat, zu den gleichen Bedingungen wie in seiner vorigen Position als Landhofmeister, und „war dauernd in der nächsten Umgebung Eberhards“.
1486 entsandte Eberhard im Bart seinen Kanzler Ludwig Vergenhans, Johannes Reuchlin und Hermann von Sachsenheim zum Reichstag nach Frankfurt, wo diese sich in seinem Auftrag für die Königswahl des späteren Kaisers Maximilian I. einsetzten. 1488 gehörte Hermann zu den Unterzeichnern der Urkunde des Schwäbischen Bundes über den Beitritt von Graf Eberhard im Bart und wurde mit dem Landhofmeister und acht anderen Räten als Vertreter Württembergs beim Bund bestellt. Die Unterstützung für die Königswahl Maximilians zahlte sich 1495 aus, als Maximilian auf dem Reichstag in Worms die Grafschaft Württemberg zum Herzogtum erhob und Hermann von Sachsenheim das Stadtrecht für Großsachsenheim verlieh.
Nach dem Tod von Eberhard im Bart 1496 und der baldigen Entmachtung von dessen Nachfolger Eberhard dem Jüngeren war Hermann um 1500 vorübergehend Landhofmeister von Markgraf Christoph I. von Baden. Als Herzog Ulrich 1503 die Volljährigkeit erlangte, ernannte er Hermann „zum Rat und Diener auf Lebenszeit“ und setzte ihn als Verweser des Landhofmeisteramts ein.

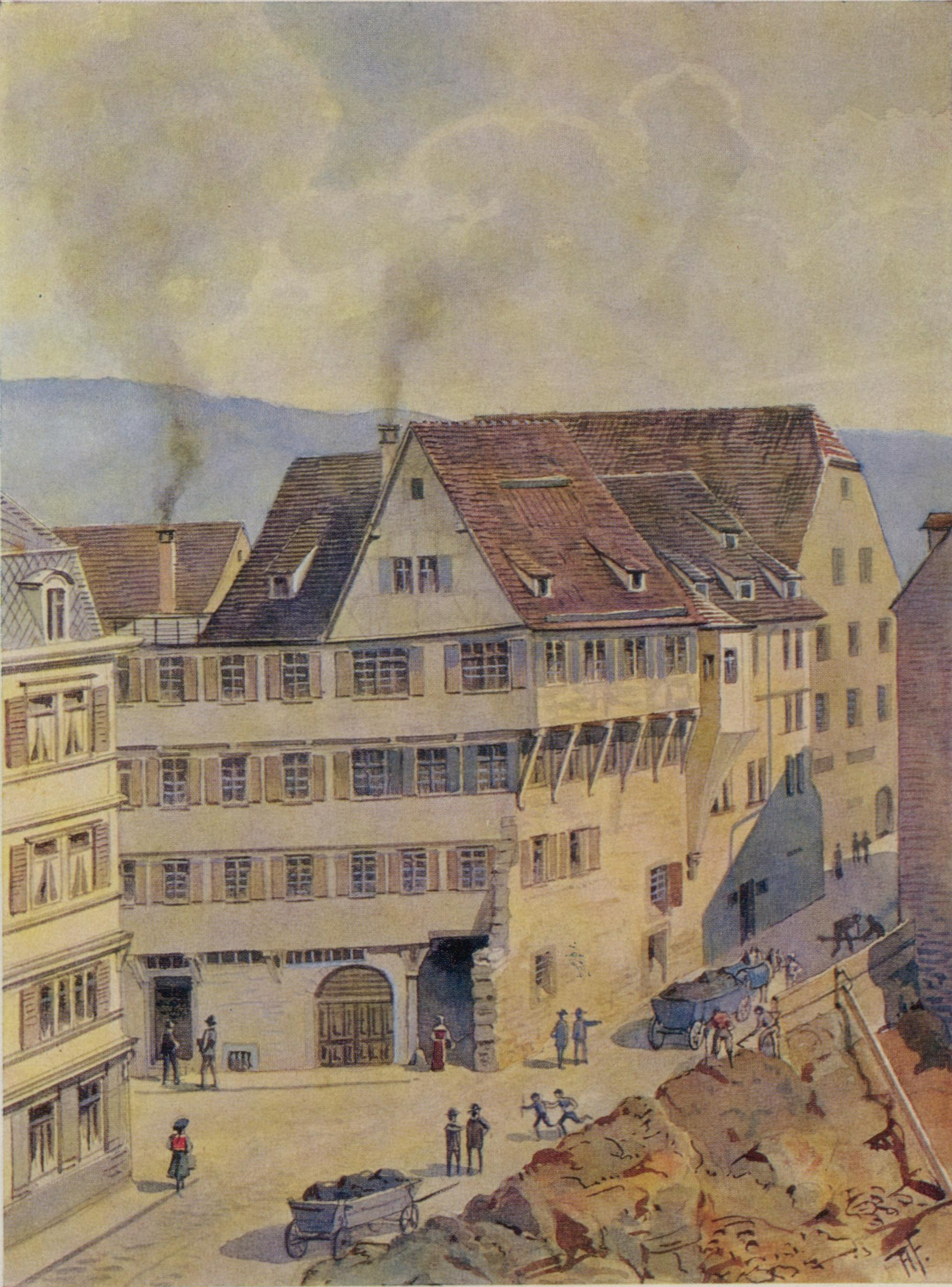
Haus des Minnedichters Hermann von Sachsenhausen (Eckhaus), rechts daneben: Haus seiner Söhne Jörg und Hermann (Erkerhaus), um 1900.

### Vermögen
Nach dem Tod des Vaters 1458 und der Mutter 1459 erbten die Brüder Jörg und Hermann von Sachsenheim eine große Anzahl von Immobilien und Grundstücken in Sachsenheim und rund 80 weiteren Orten, außerdem in Stuttgart einen Teil des Laienzehnten und das Sachsenheimsche Haus (siehe unten). Hinzu kamen Abgaben, die ihnen aus ihren Besitzungen zuflossen. Die Sachsenheimer waren so begütert, dass sie auch den württembergischen Herren öfter Darlehen gewähren konnten.

### Sachsenheim-Haus
Nach dem Tod ihrer Eltern ging das alte Sachsenheim-Haus in Stuttgart in den Besitz der beiden Söhne Jörg und Hermann über. Sie bauten 1478 an dieses Gebäude ein weiteres Haus an. Beide Häuser bestanden bis zum Zweiten Weltkrieg, in dem sie zerstört wurden.

### Lebensabend
Da die beiden Brüder Jörg und Hermann keine männlichen Nachkommen hatten, setzte Hermann Reinhard von Sachsenheim, den Ehemann seiner Tochter Margaretha, zum Erben ein. Er starb am 15. November 1508 im Alter zwischen 78 und 80 Jahren. Sein Bruder Jörg starb 4 Monate früher am 25. Juli im Alter von 80 oder 81 Jahren. Hermann wurde in der Stiftskirche, der wichtigsten Kirche in Stuttgart beigesetzt, wo heute noch das Steinbild des „Betenden Ritters“ an ihn erinnert.

## Familie
Hermann von Sachsenheim heiratete vor 1489 Susanna Volland. Aus der Ehe gingen zwei Kinder hervor:
- Margaretha von Sachsenheim (?–1556). Sie war verheiratet mit dem Ritter Reinhard von Sachsenheim (?–1560), der 1544 das Schloss Großsachsenheim erbaute. Der Sohn des Ehepaars war Hans Melchior von Sachsenheim (?–1559), der sich mit Margaretha von Venningen (?–1569) verheiratete.

- Susanna von Sachsenheim. Sie war mit Kaspar von Nippenburg verheiratet, in 2. Ehe mit Hans von Liebenstein.

## Mitgliedschaften
- Rittervereinigung mit Sankt Jörgenschild, Teil am Neckar.[11]

## „Der Betende Ritter“

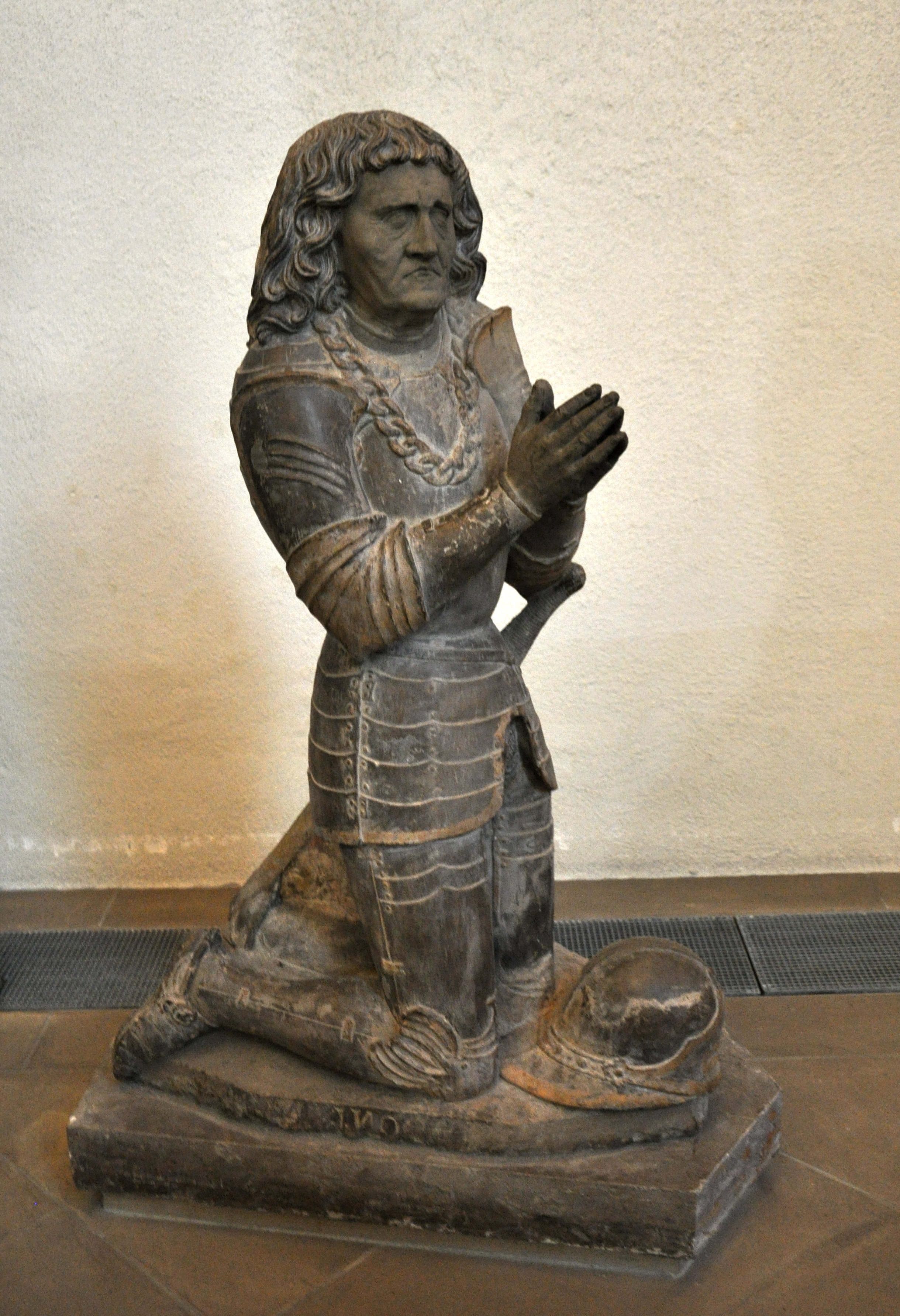
„Der Betende Ritter“, 1501.

„Der Betende Ritter“ im Chor der Stiftskirche in Stuttgart ist ein fast lebensgroßes Steinbild des Landhofmeisters Hermann von Sachsenheim. Das Werk eines nicht bekannten Bildhauers entstand im Jahr 1501, sieben Jahre vor Hermanns Tod. Die Figur zeigt einen schlanken Mann von etwa 70 Jahren, in voller Rüstung, kniend mit zum Gebet gefalteten Händen, mit Ordenskette und abgenommenem Helm, mit gelocktem schulterlangem Haar auf einem kräftigen Kopf mit vorspringendem Jochbein, prägnanter Nase, zerfurchter Stirn und zahlreichen Falten und tiefen Ringen um die Augen. Eine Kopie der Skulptur befindet sich in der Stadtkirche St. Fabian und St. Sebastian in Sachsenheim.